# Parasyrphus kashmiricus
Parasyrphus kashmiricus är en tvåvingeart som beskrevs av Ghorpade 1994. Parasyrphus kashmiricus ingår i släktet buskblomflugor, och familjen blomflugor. Inga underarter finns listade i Catalogue of Life.